# Melastomastrum capitatum
Melastomastrum capitatum är en tvåhjärtbladig växtart som först beskrevs av Vahl, och fick sitt nu gällande namn av Abílio Fernandes och Rosette Mercedes Saraiva Batarda Fernandes. Melastomastrum capitatum ingår i släktet Melastomastrum och familjen Melastomataceae. Inga underarter finns listade i Catalogue of Life.